# Electron (фреймворк)
Electron (ранее известен как atom shell) — фреймворк, разработанный GitHub. Позволяет разрабатывать нативные графические приложения для операционных систем с помощью веб-технологий, комбинируя возможности Node.js для работы с back-end и браузера Chromium.

## Особенности
Другим аналогичным по назначению продуктом является NW.js (бывший node-webkit). Последний фактически представляет собой объединение node.js с Chromium, и для программиста разработка GUI под NW мало отличается от разработки фронтэнд-части веб-приложения, он будет работать с набором веб-страниц, в которых запускаются JavaScript-сценарии.
В Electron используется более низкоуровневый подход: здесь точкой входа является JavaScript-код, который уже будет создавать окно браузера, подгружать в него HTML-код и т. д.

## Применение
На базе Electron построены:
- Atom — текстовый редактор для программистов
- Visual Studio Code — редактор исходного кода, разработанный компанией Microsoft[16]
- Light Table (начиная с версии 0.8)
- Ionic[англ.] Lab
- Avocode[англ.][источник не указан 1553 дня]
- REPL-консоль Mancy для фреймворков Node.js и Meteor.js
- Mongotron — GUI-менеджер для MongoDB
- клиентские приложения Discord, Slack, Skype
- настольный (десктопный) клиент WordPress
- настольный клиент видеоконференц-сервиса RingCentral
- приложение Joplin
- настольный клиент сервиса электронных заметок Nimbus Note

многое другое.